# 圣母升天圣亚德伯圣殿总主教座堂

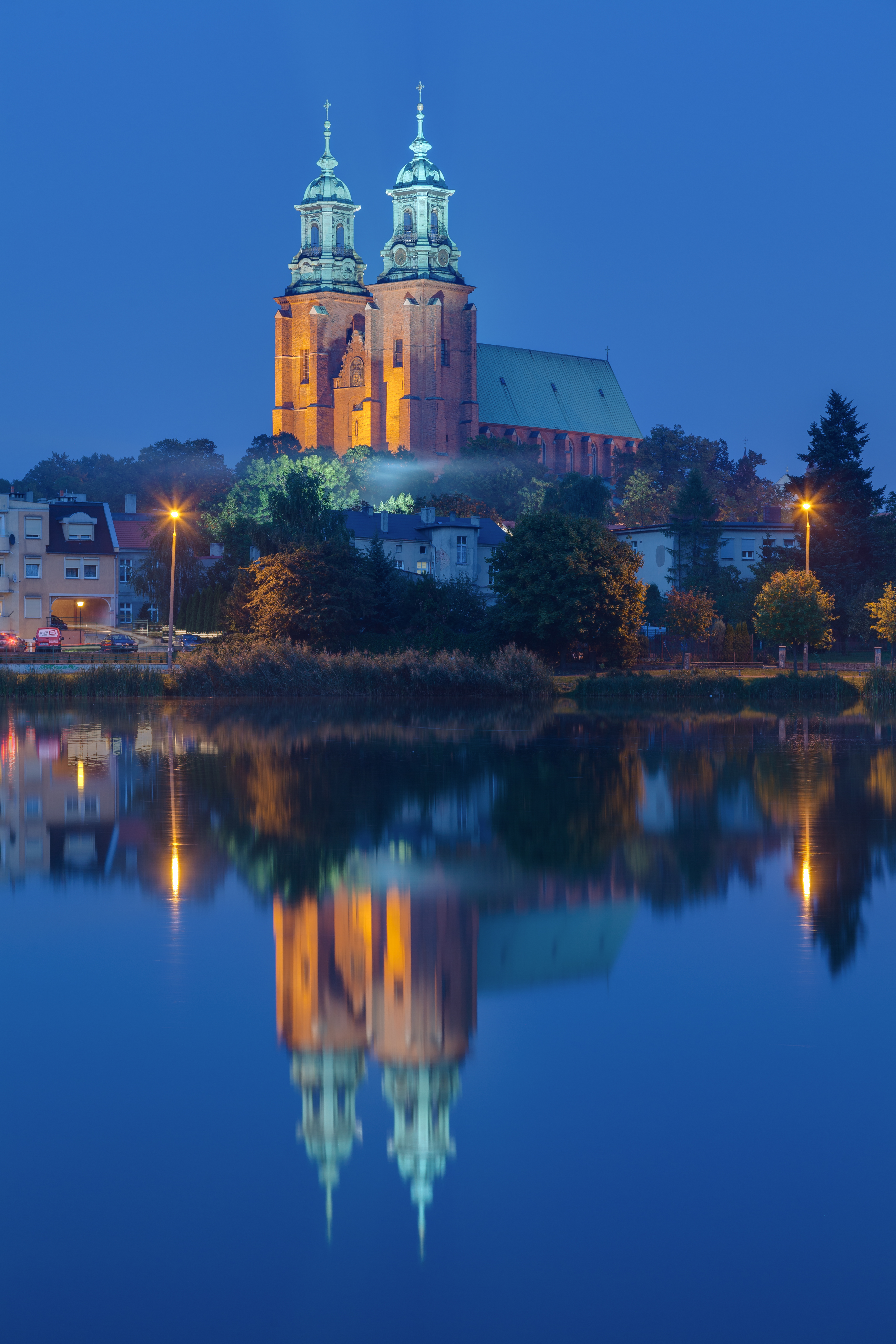
格涅茲諾主教座堂

格涅茲诺圣母升天圣亚德伯圣殿总主教座堂（波蘭語：Bazylika Archikatedralna Wniebowzięcia Najświętszej Marii Panny i św. Wojciecha）是位於波蘭城市格涅茲諾的一座教堂，為哥特式建築。格涅茲諾主教座堂修建於12世紀時期。在1994年4月16日，格涅茲諾主教座堂被認定為波蘭國家歷史紀念建築。
52°32′14″N 17°35′49″E / 52.537121°N 17.596858°E